# Michael Gyldenstolpe
Michael Olai Wexionius, född 16 februari 1609 i Pjätteryds prästgård, död 28 juni 1670 i Åbo, var en svensk rättslärd och stamfader till ätten Gyldenstolpe. 
Michael Olai Wexionius var son till komministern, sedermera oeconomus pauperorum, Olaus Olai Angermannus, en bondeson från Ångermanland, och Gunilla Erlandsdotter, en dotter till kyrkoherden Erlandus Petri, samt bror till Olaus Olai Wexionius. 
Wexionius studerade i Växjö (därav namnet) och Uppsala samt fyra år i Tyskland och Nederländerna, understödd av Axel Oxenstierna. Han blev juris doktor i Marburg 1637, sekreterare hos amiralen Carl Carlsson Gyllenhielm, rektor i Växjö 1638, professor i historia 1640 – från 1647 också i juridik – vid det nyupprättade universitetet i Åbo. 
Wexionius blev 1650 juris doktor i Uppsala. Samma år adlades han och antog namnet Gyldenstolpe. Han blev assessor i Åbo hovrätt 1657, ledamot av lagkommissionen 1665, häradshövding 1667. Wexionius var en mångsidigt lärd man, vars undervisning och författarskap har varit av stor betydelse för juridikens och statsvetenskapens studium i Sverige. Discursus politicus de prudentia är den första i Åbo försvarade disputationen och den första i Finland tryckta boken, och Epitome descriptionis Sueciae, Gothiae, Fenningiae, et subjectarum provinciarum, den första geografiska och statistiska presentationen av svenska riket och länge det enda verket man utomlands hade att ty sig till när det gällde förhållandena här. Hans verk Epitome descriptionis... tillkom på Per Brahes initiativ.
De aristokratiska uppfattningar Wexionius i sina avhandlingar gjorde sig till tolk för uppges i hög grad ha misshagat såväl kungen (Karl X Gustav) som de ofrälse stånden.
Gyldenstolpe var gift med Susanna Crucimontana, dotter till prosten Nicolaus Svenonius Crucimontanus och Malin Christophersdotter. Av deras tolv barn blev Nils Gyldenstolpe upphöjd till friherre och greve.